# Inken Baller

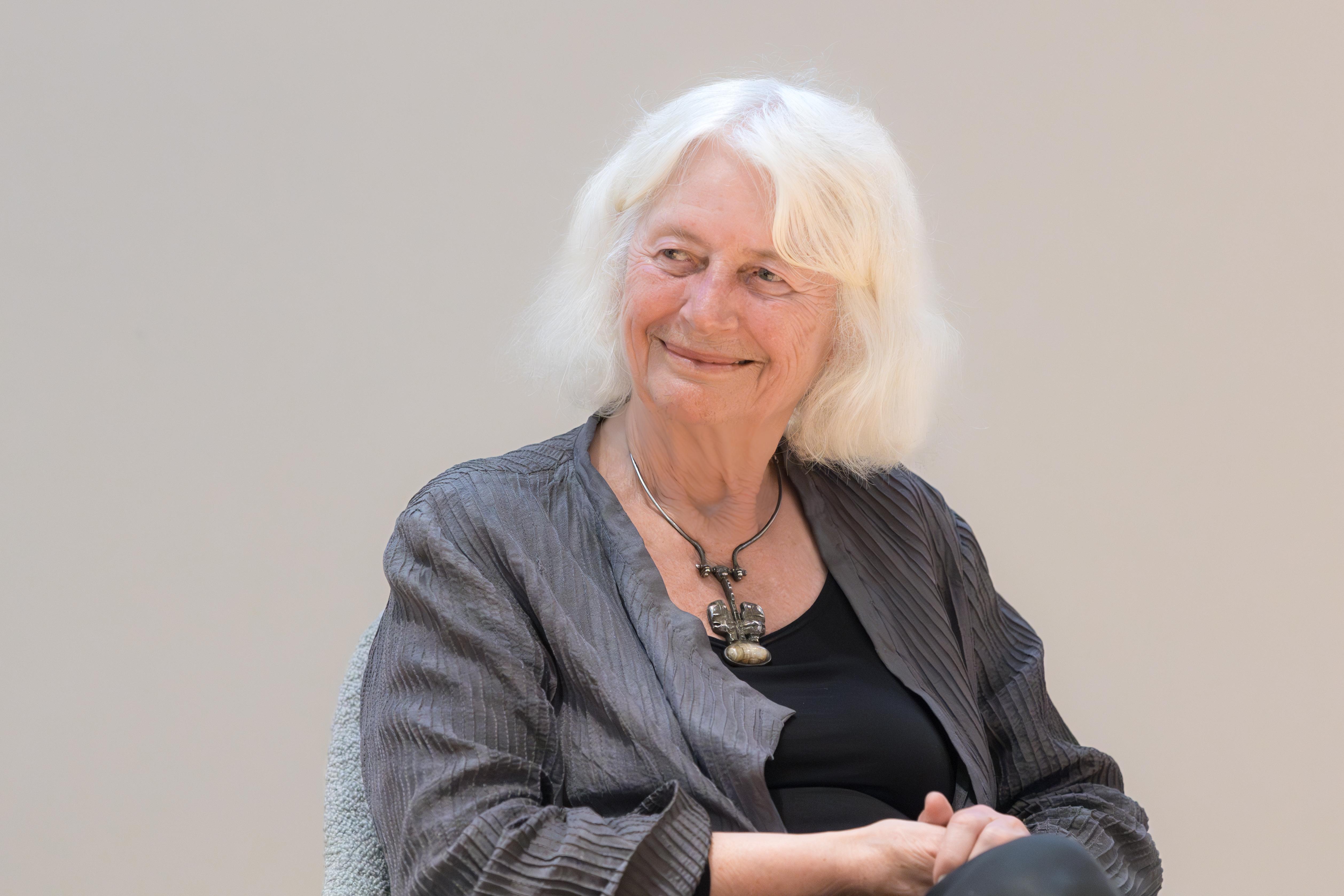
Inken Baller (2023)

Inken Baller (* 23. Mai 1942 in Tondern, Dänemark) ist eine deutsche Architektin mit Wohnsitz und Wirkungsschwerpunkt in Berlin.

## Leben
Baller arbeitete von 1967 bis 1989 mit ihrem heute von ihr geschiedenen Mann, dem Architekten Hinrich Baller, in einer Bürogemeinschaft zusammen. Nach der Trennung von Hinrich Baller setzte Inken Baller ihre Architektentätigkeit mit eigenen Projekten erfolgreich fort. Zu ihren Schöpfungen zählt das Gebäude der „WeiberWirtschaft“ 1990 in Berlin, ein Umbau im Bestand unter besonderen ökonomischen und ökologischen Gesichtspunkten. Ballers Beitrag zu dem 1996 von der Zeitschrift Stern veranstalteten Wettbewerb „Mein Wunschhaus“ fand weite Anerkennung und sorgte für ihre Bekanntheit auch außerhalb von Architektenkreisen.
Im Jahr 2023 wurden Inken und Hinrich Baller für ihr gemeinsames Werk mit dem Großen BDA-Preis ausgezeichnet. Die Jury würdigte die „eigenständige und ökologisch geprägte Entwurfshaltung, die unter den Bedingungen des sozialen Wohnungsbaus zu erstaunlichen Lösungen jenseits des Mainstreams“ geführt habe. Inken Baller habe – über eine aufmüpfige, fröhliche, soziale Architektur von eigenwilliger Schönheit hinaus – mit ihrer Lehrtätigkeit einen „selbstbewussten und gleichberechtigten Zugang zur Architektur“ vorgeführt, das „Generationen von Studentinnen zum Vorbild“ gedient habe.
Ab 1985 war sie Gastprofessorin, ab 1989 ordentliche Professorin an der Gesamthochschule Kassel. Von 1996 bis 2007 hielt sie den Lehrstuhl für Entwerfen und Bauen im Bestand an der BTU in Cottbus, dort war sie auch als Vizepräsidentin für Lehre tätig. Sie wurde am 23. Mai 2007 emeritiert.
Inken Baller hat zwei Kinder.

## Interpretation
Die Architektur von Inken und Hinrich Baller ist relativ eigenständig und folgt keiner der zeitgenössischen Hauptströmungen. Sie erinnert in Zügen an den Jugendstil, stützt sich aber verstärkt auf moderne Konstruktionsmittel wie Beton, Stahl und Glas. Die Wurzeln ihres Architekturschaffens sieht Baller u. a. bei den Architekten Bruno Taut, Hugo Häring, Bernhard Hermkes und Hans Scharoun. Als einer von wenigen Architektinnen gelang es ihr an einigen Orten, die Berliner Stadtstruktur in ihrer hohen Baudichte und Schwere („steinernes Berlin“) aufzulockern.

## Bauten (Auswahl)

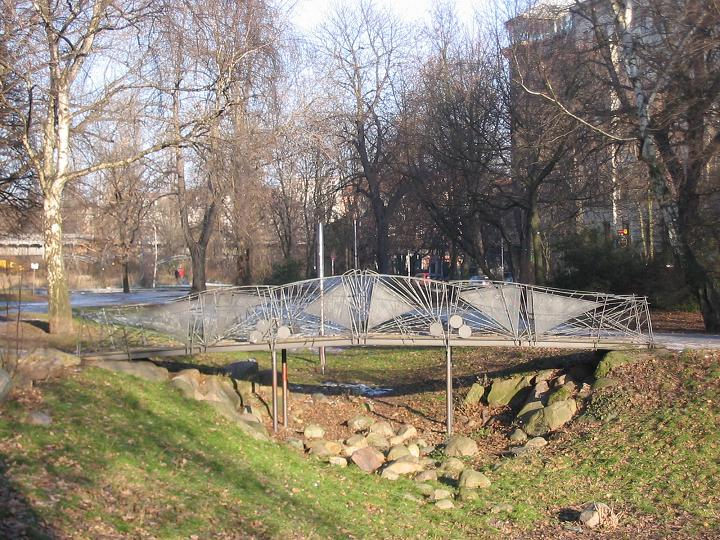
Parkbrücke von Inken und Hinrich Baller auf dem Wassertorplatz an Stelle der historischen Kanalbrücke

Einige Bauten Inken Ballers stehen unter Denkmalschutz (D).
Zusammen mit Hinrich Baller:
- 1979–1982: Umbau Wohn- und Geschäftshaus Kottbusser Damm 2 und 3 in Berlin-Kreuzberg (D)[5]
- 1979–1984: Mietshaus Fraenkelufer 44, Internationalen Bauausstellung 1987 (IBA 87), Berlin-Kreuzberg (D)[6]
- 1979–1984: Mietshaus Fraenkelufer 38A, 38A, 38B,38C, IBA 87, Berlin-Kreuzberg (D)[7]
- 1979–1985: Mietshaus Fraenkelufer 38, IBA 87, Berlin-Kreuzberg, IBA 87 (D)[8]
- 1979–1985:  Mietshaus Fraenkelufer 26, IBA 87, Berlin-Kreuzberg (D)[9]
- 1980–1982: Wohnsiedlung „documenta urbana“ in Kassel, Gebäudeplanung
- 1981/1986: Teich, Skulpturen und „Gartenbrücke“ auf dem Wassertorplatz, IBA 87, Berlin-Kreuzberg
- 1984–1986: Kontaktarchitektin für Herman Hertzberger und Henk de Weijer beim IBA-Projekt Wohnhof LiMa, Berlin-Kreuzberg[10]
- 1987–1989: Wohnhaus Potsdamer Straße 101, Berlin-Tiergarten, IBA 87 (Entwurf 1982–1985)[11]
- Die doppelgeschossige Turnhalle am „Nassen Dreieck“ in Berlin-Charlottenburg,
- Wohnanlage 45/46 in der Schloßstraße in Berlin-Charlottenburg.
- Entwurf der Bauten am Winterfeldtplatz (Kindertagesstätte, Schule, Sporthalle, Wohnhaus) in Berlin-Schöneberg[12]

Eigenständig:
- 1990: Gewerbehof „WeiberWirtschaft eG“ in Berlin
- 1993: Fabrikgebäude „Gummi Hübner“ in Kassel
- 1996: Stern-Wettbewerb „Mein Wunschhaus“
- 1997: Wohnhaus Richardstraße 15, Berlin-Neukölln[13]
- 1998: Wohnhäuser Alt-Stralau, Berlin-Friedrichshain

Zudem war Inken Baller als Kontaktarchitektin verantwortlich für:
- 1993–1995: Die „Heinz-Galinski-Schule“ in Berlin, von Zvi Hecker
- 1997–1999: Das Jüdische Gemeindezentrum in Duisburg, von Zvi Hecker
- 1996–1998: Rummelsburger Bucht, Alt Stralau, Bebauung im Umkreis des Palmkernölspeichers in Berlin, von Herman Hertzberger

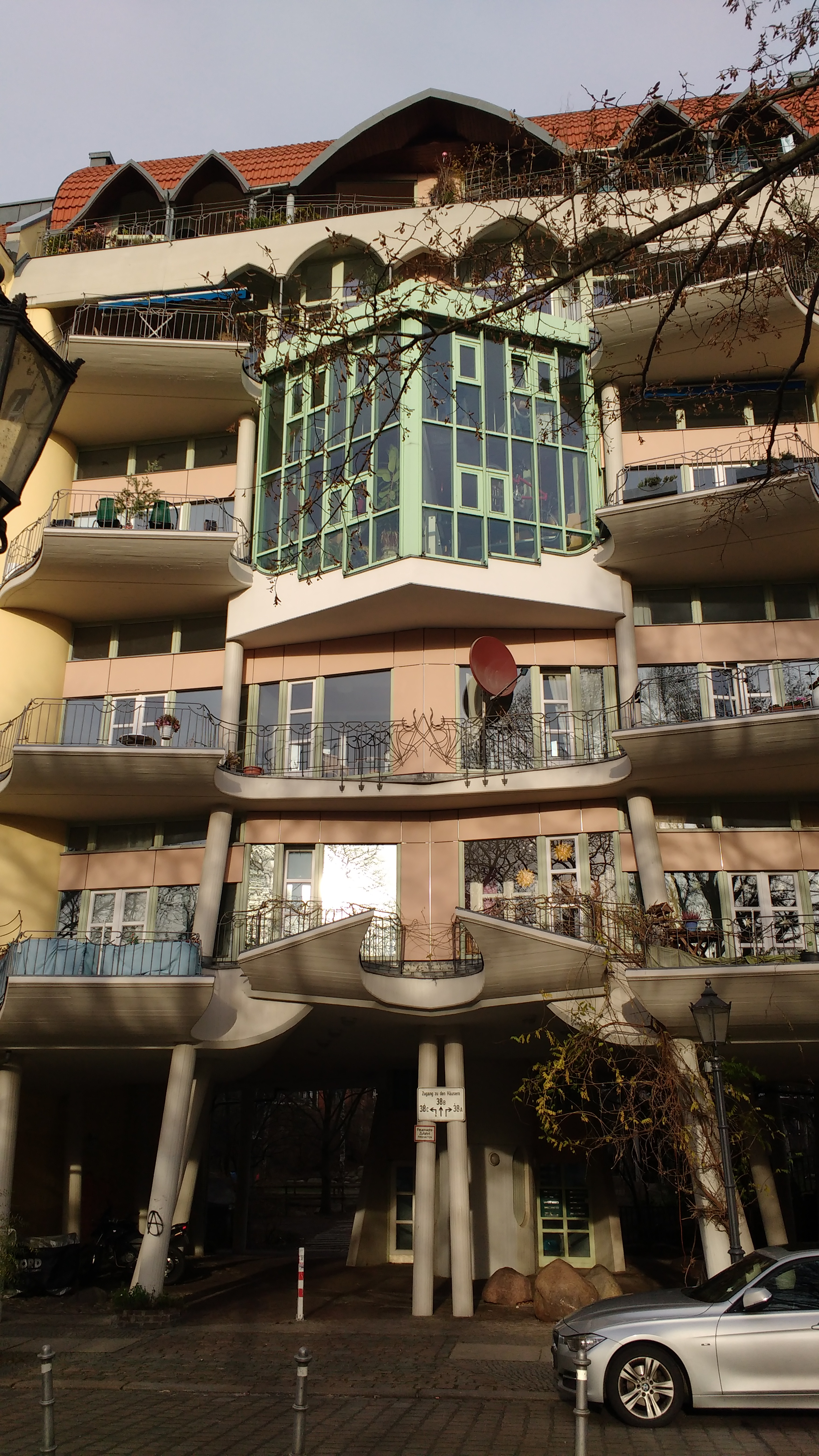
Fassade Mietshaus Fraenkelufer 38 Berlin-Kreuzberg
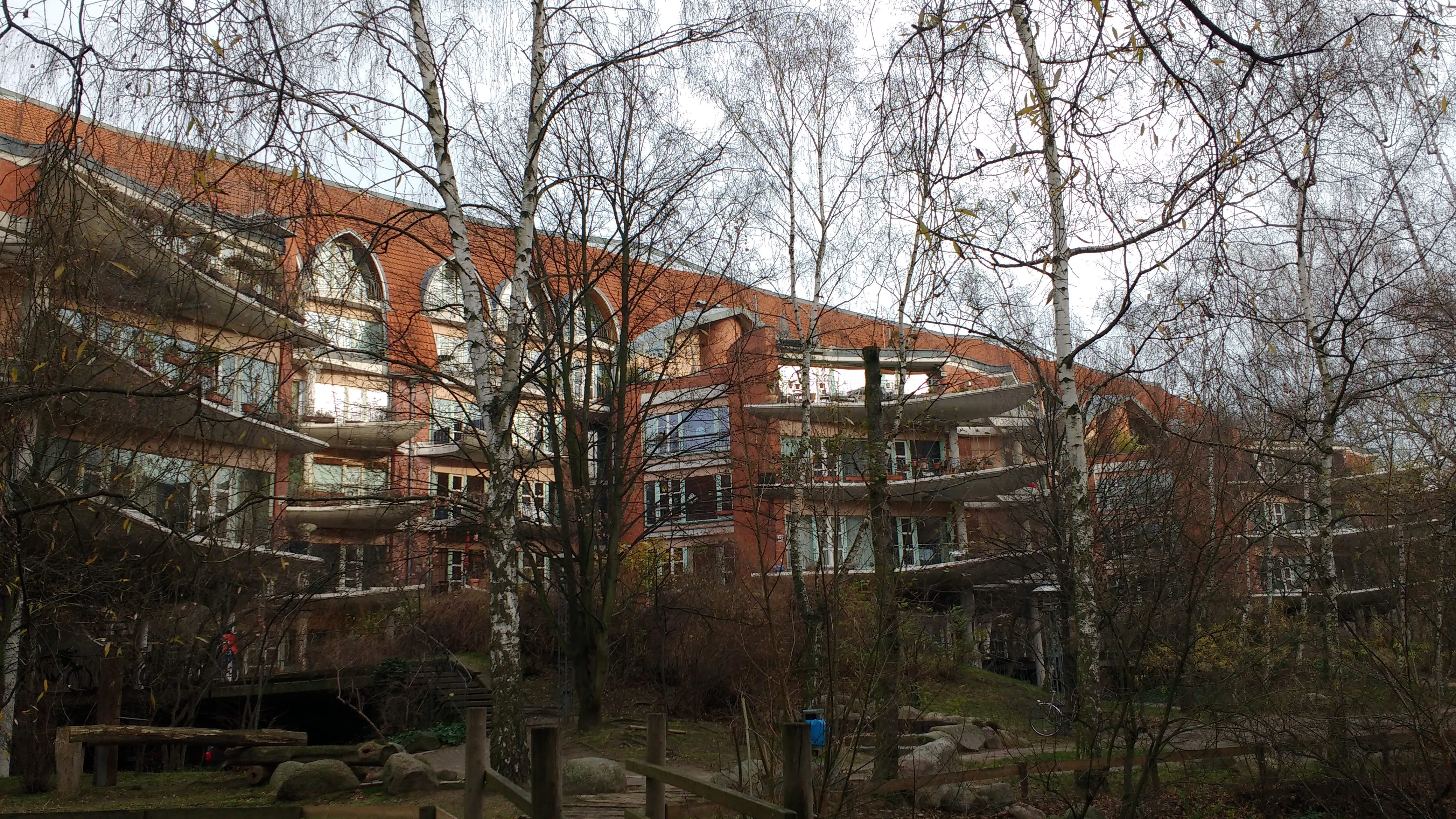
Hinterhofhaus Mietshaus Fraenkelufer 38A, 38A, 38B, 38C Berlin-Kreuzberg
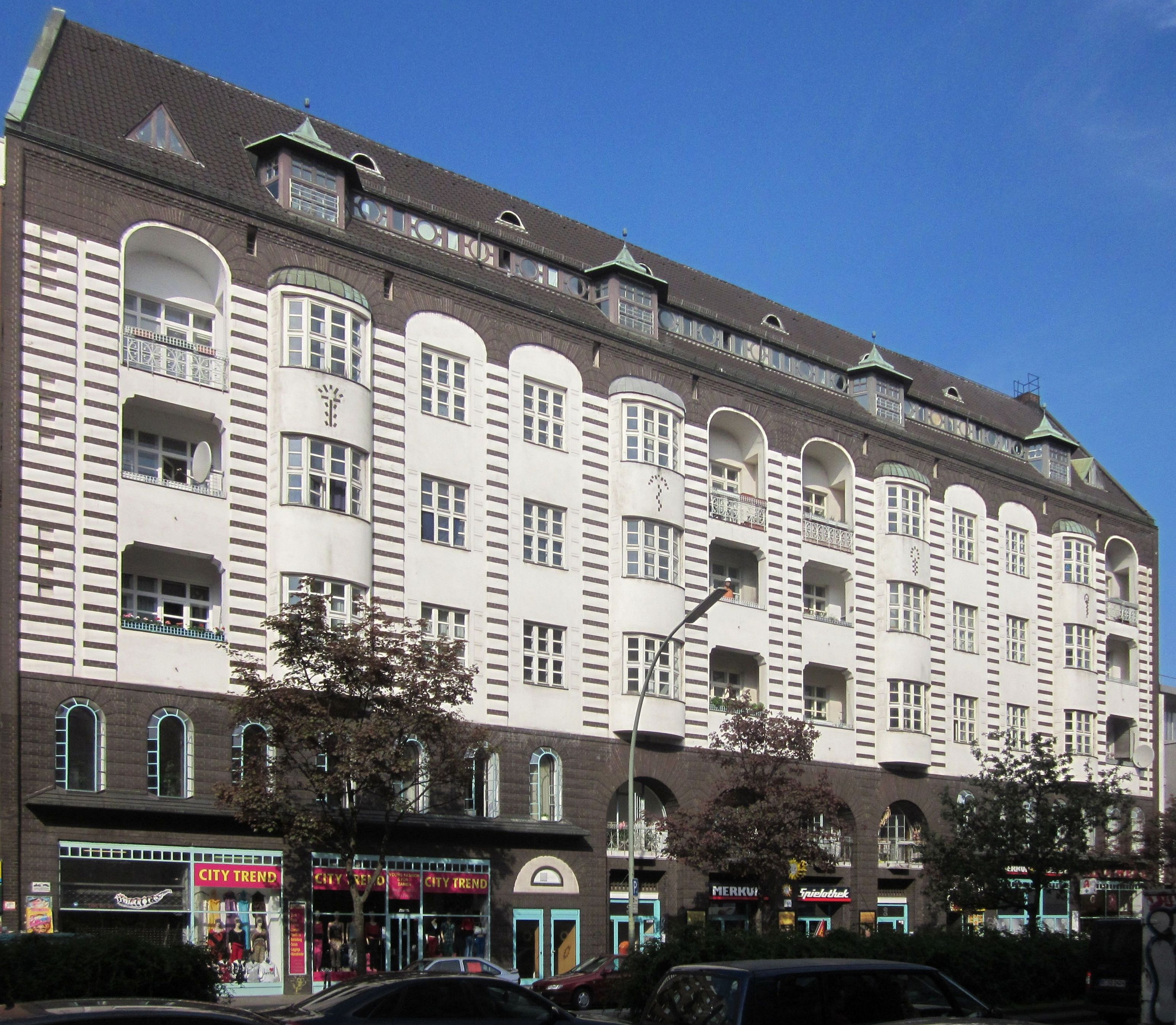
Mietshaus Kottbusser Damm 2–3 in Berlin-Kreuzberg
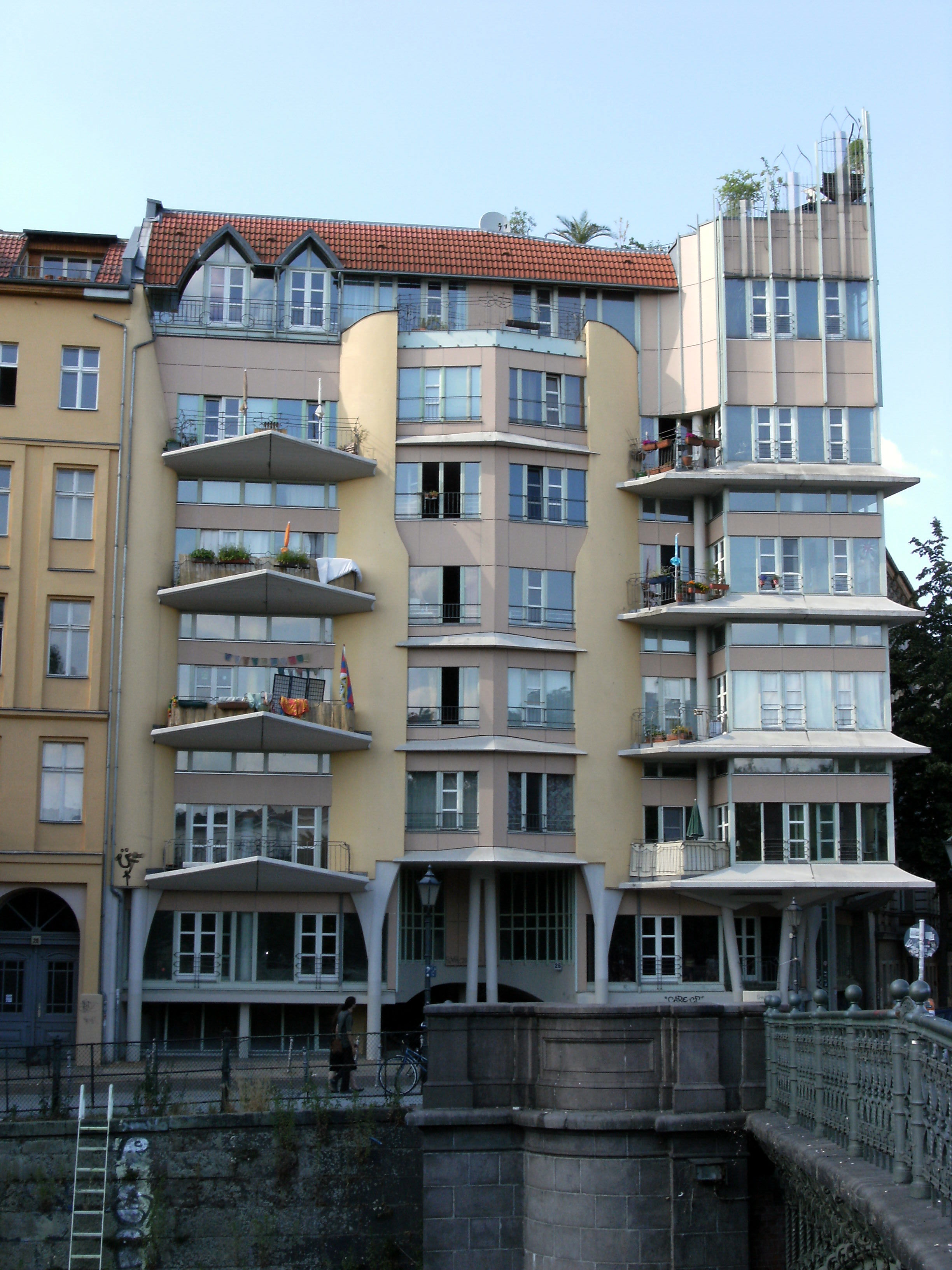
Mietshaus Fraenkelufer 26 in Berlin-Kreuzberg